# جاده طلایی (آلبوم)
«جاده طلایی» آلبومی از کیث اربن است که در سال ۲۰۰۲ میلادی منتشر شد.